# Cantón de Tessy-sur-Vire
El cantón de Tessy-sur-Vire era una división administrativa francesa, que estaba situada en el departamento de Mancha y la región de Baja Normandía.

## Composición
El cantón estaba formado por catorce comunas:
- Beaucoudray
- Beuvrigny
- Chevry
- Domjean
- Fervaches
- Fourneaux
- Gouvets
- Le Mesnil-Opac
- Le Mesnil-Raoult
- Moyon
- Saint-Louet-sur-Vire
- Saint-Vigor-des-Monts
- Tessy-sur-Vire
- Troisgots

## Supresión del cantón de Tessy-sur-Vire
En aplicación del Decreto n.º 2014-246 de 25 de febrero de 2014, el cantón de Tessy-sur-Vire fue suprimido el 22 de marzo de 2015 y sus 14 comunas pasaron a formar parte del nuevo cantón de Condé-sur-Vire.